# Blålyn
 Der er for få eller ingen kildehenvisninger i denne artikel, hvilket er et problem. Du kan hjælpe ved at angive troværdige kilder til de påstande, som fremføres i artiklen.

Et blålyn (M.66) er et kanonslag der bruges i den danske hær for at simulere en granat eller et skud. M.66 blev først brugt i 1966 da det blev indført. Diameteren er 32 millimeter og længden er 275 millimeter. M.66 bliver tændt ved at man stryger det på en tændstikpakke. Efter 8-10 sekunder sprænger det med et højt brag. Blandingen i M.66 er 26 gram blitzpulver(Aluminiumspulver, Bariumnitrat og Kaliumperklorat) og det vejer cirka 65 gram